# Giovanni Grasso (1792-1863)
Giovanni Grasso (Aci Catena, 1792 ca. – Catania, 1863) è stato un impresario teatrale italiano capostipite della famiglia Grasso di artisti teatrali catanesi, considerato anche il fondatore dell'Opera dei pupi siciliana.

## Biografia
Nacque ad Aci Catena in provincia di Catania nel 1792 da Mariano e Vincenza Spina. Venditore ambulante di fustagno e di pelli, svolgeva la sua attività a Catania nel popolare rione della Civita, dove ogni giorno si recava dal suo paese natale.
Fuggito a Napoli nel 1859 per sottrarsi alle ricerche dei doganieri borbonici, nella città partenopea lavorò al Teatro della Stella Cerere, dove Grasso fece apprendistato dell'arte teatrale ed assistette per la prima volta allo spettacolo delle marionette napoletane. Grasso, rimasto colpito dallo spettacolo delle marionette, ne acquistò alcune e tornato a Catania nel 1861, aprì un suo teatro e inaugurò la prima Opera dei pupi in Sicilia. Secondo Nino Martoglio, il periodo di soggiorno del Grasso a Napoli, rappresenterebbe una leggenda e in realtà il medesimo avrebbe appreso l'arte marionettistica sempre a Catania, dove incontrò un Carro di Tespi napoletano in cui agivano Pulcinella e Colombina. Tra le principali rappresentazioni, le storie dei Reali di Francia e quella de Il Guerrin Meschino.
Alla sua morte avvenuta nel 1863, la sua attività venne proseguita da due dei suoi sette figli avuti dalla moglie Maria Quattrocchi, Giovanni (1817-1887) e Angelo (1834-1888), quest'ultimo padre del noto attore teatrale Giovanni Grasso (1873-1930).